# Вдовиченко Ірина Іванівна
Іри́на Іва́нівна Вдовиче́нко (*1955, Сімферополь) — фахівець з історії та культури античних держав Північного Причорномор'я, н.с. Бахчисарайського історико-археологічного музею, м.н.с. Інституту світової літератури ім. О.М.Горького, асистент кафедри грецької філології і докторант кафедри історії давнього світу і середніх віків Таврійського національного університету імені В. І. Вернадського, старший науковий співробітник, зав. відділу Науково-дослідного центра кримоведення при Держкомітеті з охорони та дослідження пам'ятників історії та культури Автономної Республіки Крим.
Закінчила Сімферопольський державний університет. З 1996 — кандидат історичних наук, захистила кандидатську дисертацію «Аттична червонофігурна кераміка IV ст. до н. е. з Північного Причорномор'я» в Інституті археології РАН (Москва).
Директор Музею історії міста Сімферополя, відкритого 6 червня 2009 року

## Публікації
- Вдовиченко И. И (2003). Керченские вазы // Боспорские исследования. Выпуск III. Сімферополь. с. 380—539.
- Вдовиченко И. И (2003). Античные расписные вазы из крымских музеев. Сімферополь: Сонат. с. 128. ISBN 966-8111-06-0. {{cite book}}: Зовнішнє посилання в |publisher= (довідка)
- Вдовиченко И. И., Турова Н. П. (2006). Античные расписные вазы из собрания ялтиского историко-литературного музея // Боспорские исследования. Том XIV. Сімферополь—Керч. с. 222.
- Вдовиченко И. И (2008). Античные расписные вазы в Северном Причерноморье (VII—IV вв. до н. э.). Сімферополь: Сонат. с. 352. ISBN 978-966-2178-10-4. Архів оригіналу за 6 травня 2009. Процитовано 10 квітня 2010.
- Вдовиченко И.И., Жесткова Г.И. (2011) Расписная керамика Херсонеса Таврического (Раскопки К.К.Костюшко-Валюжинича и Р.Х. Лепера) // STRATUMplus. № 3. С.15 - 126.